# 政治化
政治化（せいじか、英: Politicisation）は、政治学と政治哲学の概念であり、アイデア、実体、または事実の集合体に政治的な色合いや特徴が与えられ、その結果、特定のグループや政党のアイデアや戦略に割り当てられ、論争の的になるプロセスを説明するために使用されるものである。

## 解説
政治化は、客観性を損なうものとして描写されており、 政治的分極化と関連付けられている。逆に、政治化は民主化の効果を持ち、政治的選択肢を増やすことができる。また、欧州連合のような超国家機関の対応力を改善することが示されている。グループの政治化は、社会内で政治的暴力の正当化が受け入れられると考えられる場合、または暴力を非難する規範がない場合に発生する可能性が高い。
脱政治化は、政治化の逆のプロセスであり、問題が政治的な論争の対象ではなくなることである。それは、合意形成と実用的な妥協を通じたガバナンスによって特徴付けられる。脱政治化は、問題がテクノクラシーや官僚制などの専門家に任せられたり、自由化や規制緩和を通じて個人や自由市場に任せられたりする場合に発生する。これは、多層的ガバナンスと関連付けられることが多い。この概念は、選択肢、エージェンシー、および熟議の機会に欠ける政治家と市民との間の「民主主義のギャップ」を説明するために使用されてきた。21世紀には、脱政治化は新自由主義への幻滅と関連付けられている。脱政治化は、体制の正統性に悪影響を及ぼし、 ポピュリズムに関連する反政治的感情を生み出し、その結果、「再政治化」（脱政治化に続く政治化）につながる可能性がある。
現在の政治化の研究は、さまざまなサブフィールドに分かれている。主に、国内の政治システム、欧州連合、および国際機関の3つのレベルで検討されている。アカデミックなアプローチは大きく異なり、しばしば断絶している。比較政治学、政治社会学、欧州研究、および法理論などのサブディシプリンから研究されてきた。
科学の政治化は、アクターが科学的方法に内在する不確実性を強調して科学的コンセンサスに異議を唱え、市民に科学的証拠を無視させることで、政治的討論における科学のポジティブな影響力を損なう場合に発生する。

## 定義
政治化を理解するための支配的な学術的枠組みは、政治を舞台または領域と見なすシステムモデルである。この観点では、政治化は、問題または現象が論争と対立の空間である「政治的なもの」の領域に入るプロセスである。あるいは、政治学における行動主義のアプローチでは、政治を行動または対立と見なし、政治化は、問題または現象が集合意識の中で著しく可視化され、政治的動員を引き起こすプロセスとして概念化される。
システムモデルでは、脱政治化は「アリーナシフト」と見なされる。つまり、問題を議会や選出された政治家などの政治機関の直接的な管理や影響力の外に置くことで、政治的領域から取り除き、それらの政治的性質を否定または最小化するのである。行動主義モデルでは、脱政治化は、ある問題に対する国民の関心の低下、公共圏への参加の弱体化、反対を阻止するための権力の利用を示している。

## 理論

### 比較政治学（国内レベル）
議会（立法府）や政党などの多数決機関は、国民主権を代表し、その代理人が短期的な政治的考慮、特にポピュリスト的なレトリックや政策を利用して票を競う必要性（「票の追求」）に左右されるため、政治化と関連付けられている。憲法裁判所、中央銀行、国際機関などの非多数決機関は、直接選挙で選ばれておらず、選出された職員によって直接管理されていないため、穏健化と妥協に向かう傾向があることから、脱政治化と関連付けられている。
1960年代以降、ほとんどのOECD諸国で見られる投票率の低下、政治的動員、政党の党員数の減少は、脱政治化を反映している。この変化の原因として、いくつかの要因が示唆されている。幅広い有権者層にアピールすることを目的としたビッグテント政党の成長により、分極化が抑制され、意思決定が集中化され、妥協と取引が増加した。戦後のヨーロッパでは、強力な経営者団体、労働組合、政府の間で三者と呼ばれるシステムで政治的取引が行われるネオ・コーポラティズムが発展し、その中でカルテル政党が新しい政党からの競争を阻止することに成功した。20世紀後半には世界的に中央銀行と憲法裁判所の重要性が高まった。
ロバート・ダールは、これらのプロセスは「反イデオロギー的」で「あまりにも遠隔的で官僚的」な専門化された政治の形態を生み出すため、疎外感を生む危険性があると主張した。当時の他の学者は、脱政治化をディアラインメントと民主主義の成熟の肯定的な指標と見なし、政治的競争が分断ではなく問題によって支配されるようになったと考えた。21世紀初頭、コリン・クラウチやシャンタル・ムフなどの理論家は、低い参加率は政治システムへの満足の結果ではなく、制度や政治的代表者への信頼の低さの結果であると主張した。2007年、コリン・ヘイは、これらの研究を政治化の概念と明示的に関連付けた。
1990年代以来、国内レベルでは「再政治化」のプロセスが起こっており、ヨーロッパにおける右派ポピュリスト政党の成長、アメリカ政治の分極化の増大、投票率の上昇などが特徴である。グローバリゼーションと新自由主義の勝者と敗者の分断が、階級闘争に代わる政治化の主要な原因になったと仮定されている。この線に沿った対立の原因には、「統合と境界画定」の分断（保護主義とナショナリズムを支持するグローバリゼーションの敗者と、競争の激化、国境の開放、国際主義を好むグローバリゼーションの勝者との間の分断）、および類似した「コスモポリタンとコミュニタリアン」の分断（普遍的規範の支持者と文化的特殊主義を信じる人々との文化的分断に重点を置いている）がある。
新自由主義政策への幻滅も、特に公共選択理論の観点から、脱政治化と再政治化のプロセスの背後にある要因として指摘されている。2001年、ピーター・バーナムは、英国のニューレーバー政権下で、トニー・ブレアが脱政治化を統治戦略として使用し、議論の余地のある新自由主義改革を交渉の余地のない「制約」として提示することで政治的期待を下げ、 有権者の間に無関心と服従を生み出し、「反政治」の出現を促進したと主張した。ネオマルクス主義、ラディカル・デモクラシー、反資本主義の批判は、新自由主義社会と彼らが呼ぶものを再政治化することを目的としており、マルクスの疎外論が脱政治化を説明するために使用できると主張している。

### 欧州研究（欧州連合）
ポスト機能主義理論では、EUの政治化は、国内の党派性、国民投票での敗北への恐れ、欧州政策の選挙への影響により、加盟国の行政意思決定者の制約となるため、統合への脅威と見なされている。これは最終的に欧州レベルでの政治的妥協を阻害するのである。しかし、EUは一連の危機により2000年代初頭から加速度的に政治化を経験している。加盟国内の国内レベルでは、ポピュリズムの台頭が不安定な政党政治とEU反対派代表の選出に寄与している。EUがさらなる統合を目指して物議を醸す政策問題への関与と影響力を高めているため、EU機関間の相互作用の対立的性質が高まっている。ガバナンスへの不満から、台頭するポピュリスト勢力が選挙における分断を拡大させている。

## 科学の政治化

### COVID-19パンデミック
COVID-19パンデミックの間、COVID-19の起源に関する調査の政治化により、米国と中国の間の地政学的緊張が高まり、アジア人に対するレトリックの増加と科学者へのいじめにつながった。一部の科学者は、政治化により、ウイルスを抑制し、将来のパンデミックに備えるための世界的な取り組みが妨げられる可能性があると述べた。政治学者のジュリアーノ・ボッバとニコラ・ユベは、パンデミックにより、ポピュリスト政治家が国境管理の強化、反エリート主義、公的自由の制限などの政策を推進する機会が与えられ、ポピュリスト政治家が強化されたと主張している。

## 参考資料